# 金漢中
金漢中（キム・ハンジュン、김한중、1913年 - 没年不詳）は、朝鮮の独立運動家、朝鮮民主主義人民共和国の政治家、軍人。変名は陳漢中（チン・ハンジュン、진한중)
。延安派に属する。

## 生涯
1913年ないし1914年生。1937年12月、中国中央陸軍軍官学校星子分校に入学し、1938年5月卒業。同年10月、朝鮮義勇隊に入隊した。1939年春、湖南省北部の前線で抗日宣伝活動を展開、負傷した中国軍中隊長を安全地帯へ後送して抗日戦争第9戦区の表彰を受けた。1941年初頭には朝鮮義勇隊第1区隊員、朝鮮民族革命党員として洛陽一帯で活動。同年夏に華北の八路軍地域に移動し、朝鮮義勇隊華北支隊第1隊政治指導員として安陽、磁県一帯で活動した。1942年7月、華北朝鮮独立同盟の結成に伴い中央執行委員に選出される。
光復後、38度線以北に帰国して朝鮮共産党平安南道党組織部長を務める。1948年3月、北朝鮮労働党第2回党大会で中央委員に選出。当時、内務局党委員会委員長。1948年8月25日、最高人民会議第1期代議員に選出される。朝鮮戦争には予備師団長として参戦した。しかし、1950年12月21日から23日にかけて江界で開催された朝鮮労働党中央委員会第3回定期会議において「自分の安全だけに汲々し、部下を捨てて卑怯に行動した」などと批判を受けて更迭され、第3軍団突撃隊（懲罰部隊か）に配属された。その後、復権して空軍副師団長、航空司令部政治部長。1959年3月14日、および同年8月14日時点で都市建設経営省副相。1950年代末、宗派分子として粛清された。

## 参考資料
- 徐東晩『北朝鮮における社会主義体制の成立1945-1961』東京大学、1995年。NDLJP:3127031。
- 강만길; 성대경 編「김한중」『한국사회주의운동인명사전』창작과비평사、1996年、148頁。ISBN 8936470302。
- 김중생『조선의용군의 밀입북과 6.25전쟁』명지출판사、2000年。ISBN 8931107447。
- 김선호『조선인민군 : 북한 무력의 형성과 유일체제의 기원』한양대학교 출판부、2020年。ISBN 9788972186809。